# Open Mobile Alliance
L'Open Mobile Alliance (OMA) est un organisme de standardisation qui développe des standards ouverts pour l'industrie des téléphones mobiles.

## Historique
L'OMA a été créé en juin 2002 pour répondre à la prolifération de forums professionnels traitant chacun de quelques protocoles applicatifs. 
Existaient par exemple : 
- Le forum WAP (chargé de la normalisation des protocoles de web surfing et de provisionning)
- Le forum Wireless Village (chargé de la détection de présence et de l'Instant Messenging)
- Le forum SyncML (Synchronisation de données)
- Le Location Interoperability Forum
- Le Mobile Games Interoperability Forum
- Le Mobile Wireless Internet Forum

Chacun de ces forums avait ses règles, ses procédures de prises de décisions, ses calendriers de nouvelles versions, et il y avait aussi des doublons de spécifications entre ces différents forums qui induisaient de la duplication de travail. L'OMA a permis de fédérer ces initiatives dans le même organisme.
Membres Alcatel-Lucent, AT&T, Ericsson, Thomson, Siemens, Reti Radiotelevisive Digitali, Nokia, Openwave, Sony Ericsson, Philips, Motorola, Samsung, Texas Instruments, Telefónica, Vodafone, Orange, T-Mobile, Microsoft, Sun Microsystems, IBM, Oracle Corporation, Symbian, Celltick, Expway, Mformation, InnoPath, IoTerop, Motive, Discretix...

## Exemples de spécifications maintenues par l'Open Mobile Alliance
L'OMA maintient de nombreuses spécifications dont :
- Browsing specifications, maintenant appelée Browser and Content, originellement nommée WAP browsing. Ces spécifications reposent en grande partie sur XHTML Mobile Profile.
- MMS spécifications pour le multimedia messaging (MMS)
- OMA DRM spécifications pour le Digital Rights Management
- OMA IMPS (Instant Messaging and Presence) spécification, qui est la spécification pour l'instant messaging sur téléphone mobiles (précédent nom: Wireless Village).
- OMA SIMPLE IM Instant messaging fondé sur le protocole SIP-SIMPLE
- OMA MEM Messagerie mobile push email fondée sur les protocoles IETF ou OMA-DS dont les spécifications ont été publiées dans une première version MEM 1.0 au sein de l'OMA.
- OMA CP spécification pour le provisionning (setup initial) de client.
- OMA CPM (Converged IP Messaging)
- OMA DS spécification pour la synchronisation de données en utilisant SyncML.
- OMA Device Management spécification pour le Device Management (gestion d'appareil) en utilisant SyncML.
- OMA BCAST spécification pour le Broadcast de Services Mobiles.
- OMA PoC spécification pour le push to talk sur des mobiles.
- OMA Presence SIMPLE spécification pour la détection de présence fondée sur le protocole SIP-SIMPLE
- OMA Service Environment
- FUMO Firmware update